# Alconeura dorsalis
Alconeura dorsalis är en insektsart som först beskrevs av Delong 1924.  Alconeura dorsalis ingår i släktet Alconeura och familjen dvärgstritar. Inga underarter finns listade i Catalogue of Life.